# Pancéřníček panda
Pancéřníček panda (Corydoras panda) je druh sladkovodní ryby patřící do rodu Corydoras.

## Vzhled
Malý pancéřníček dorůstající 5 cm. Přes oko má černý pás, což mu vyneslo přídomek panda. Černé zbarvení má i jeho hřbetní ploutev.

## Chov
Má obdobné nároky jako ostatní pancéřníčci. Vyhledává zbytky potravy na dně, ale nepohrdne ani vločkovým krmivem, tabletami či mraženou potravou. Jsou to klidné a mírumilovné ryby.

## Odchov
Pokud chceme, aby se ryby vytřely, musí být samec i samice umístěni do nádrže s čistou vodou. Jiker je většinou něco kolem třiceti. Rodiče je lepí na listy rostlin. Líhnou se za čtyři dny.